# Odorheiul
Odorheiul este un film românesc din 1989 regizat de Francisc Patakfalvi.